# Kirchhasel (Uhlstädt-Kirchhasel)
Kirchhasel ist ein Ortsteil der Gemeinde Uhlstädt-Kirchhasel im Landkreis Saalfeld-Rudolstadt in Thüringen.

## Geographie
Das Dorf liegt am linken Ufer der Saale und befindet sich östlich von Rudolstadt. Durch Kirchhasel fließt der Haselbach, der hinter Unterhasel in die Saale mündet.

## Geschichte
Der Ort Kirchhasel wird erstmals am 25. Oktober 775 urkundlich erwähnt. Die Ortsteilverwaltung geht vom 27. März 1305 als „Hasela“ erstmals urkundlich erwähnt worden sei aus. Der untere Gebäudeteil des Kirchturms ist das älteste erhaltene Bauwerk. Er war eine Wehranlage. Etwa um 1500 erhielt der Turm seine jetzige Gestalt.
Durch die beginnende Industrialisierung im westlich gelegenen Rudolstadt, sowie den Bau der Saalbahn (1870–1874), erhielt Kirchhasel einen erheblichen wirtschaftlichen Aufschwung. So entstanden in den darauf folgenden Jahren unter anderem eine Schule (1900), eine Telefonleitung von Rudolstadt nach Kirchhasel (1902), sowie die Kanalisation (1910). Nur ein Jahr später wurde der Ort an das Stromnetz des Saale-Elektrizitätswerks angeschlossen. Im Jahre 1913 errichtete man eine Kartoffeltrocknungsanlage. Bis 1918 gehörte der Ort zur Oberherrschaft des Fürstentums Schwarzburg-Rudolstadt.
Etliche Jahre nach dem Zweiten Weltkrieg wurde von einigen Bauern die Landwirtschaftliche Produktionsgenossenschaft Typ I „Saaleaue“ gegründet, diese umfasste ein Gebiet von 12.600 ha. Nach der Deutschen Wiedervereinigung wurde sie aufgelöst und man überließ die Bewirtschaftung der Agrargenossenschaft Catharinau.
In den Folgejahren wurde vom Gemeinderat neben dem Gewerbegebiet (34 ha, westlich gelegen) auch die Erschließung eines Wohngebietes beschlossen, welches sich im Süden des Dorfes befindet.
Am 1. Juli 1950 wurde die bis dahin eigenständige Gemeinde Oberhasel eingegliedert.
Am 1. Juli 2002 bildete Kirchhasel zusammen mit Uhlstädt und neun weiteren Gemeinden die neue Gemeinde Uhlstädt-Kirchhasel.

## Wappen
Das Wappen wurde am 4. Juli 1995 durch das Thüringer Landesverwaltungsamt genehmigt.
Blasonierung: „In Silber aus grünem Schildfuß wachsend ein grüner Haselstrauch mit sechs Blättern und zwei Früchten, der Schildfuß belegt mit einem blauen, silbern bordierten Wellenbalken.“

## Verkehr
Kirchhasel besaß vom 5. Mai 1887 bis zum 22. Mai 1993 einen Haltepunkt an der Bahnstrecke Großheringen–Saalfeld.

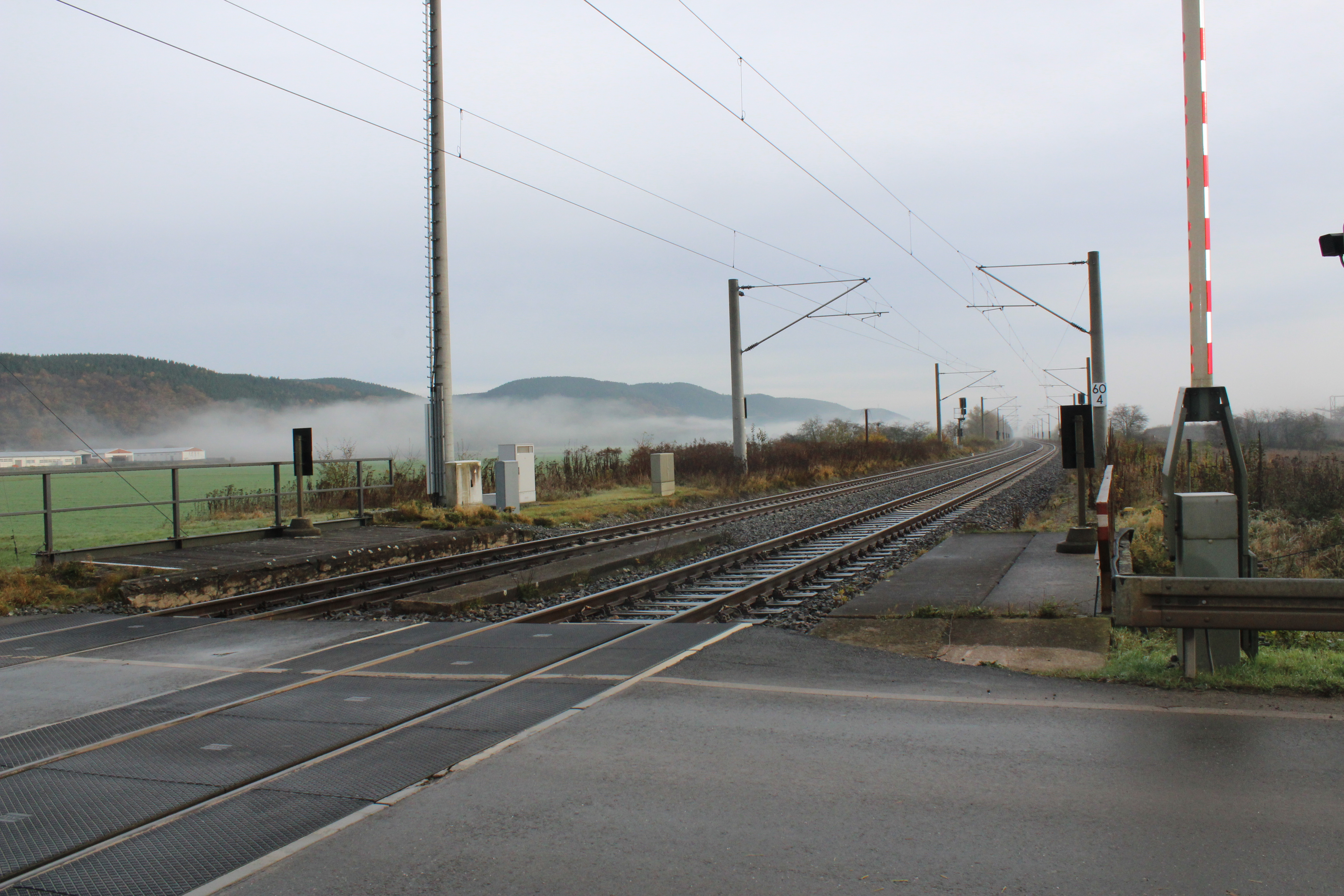
Ehemaliger Haltepunkt Kirchhasel (2017)

Mitten durch den Ort führt die Bundesstraße 88.

## Persönlichkeiten
- Erich Wöllner (* 1931), ehemaliger Generalmajor der Grenztruppen der DDR
- Johann Peter Weise (18. Jahrhundert), Orgelbauer